# Лесные пожары в Австралии (2009)

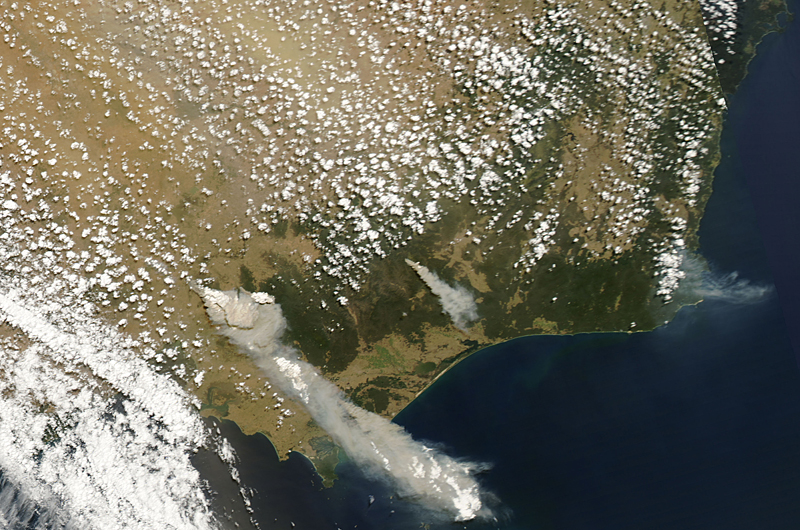
Снимок лесных пожаров в восточной части штата Виктория со спутника MODIS Aqua

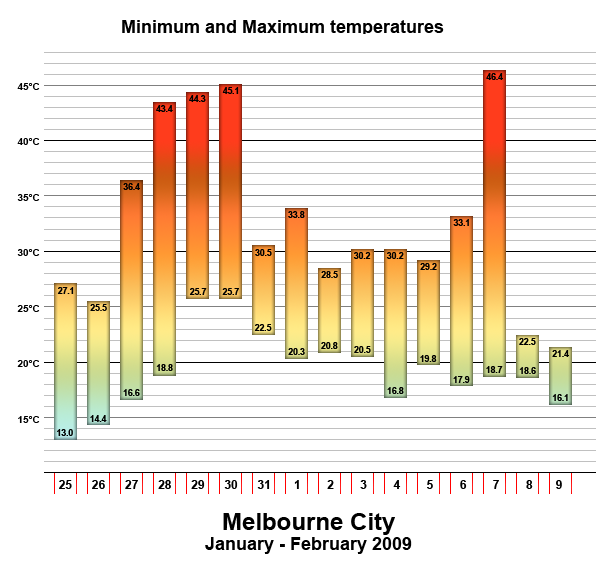
Температурный график Мельбурна во время пика сильного пожара.

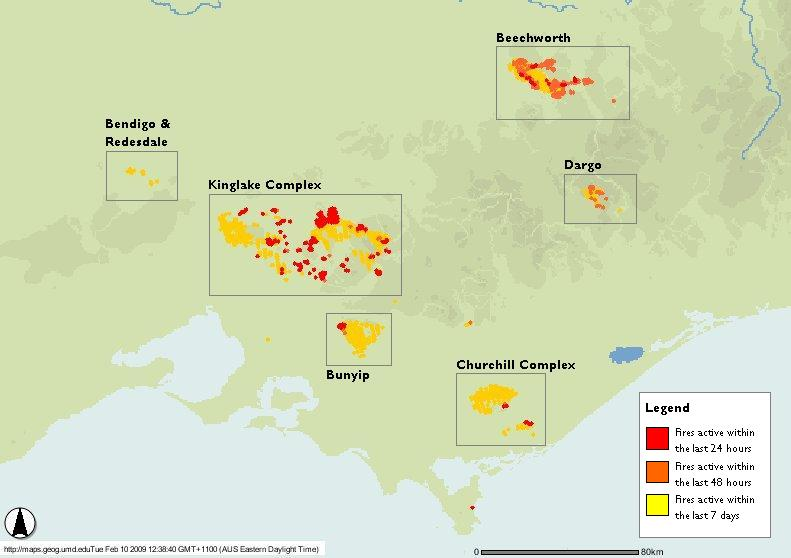
Карта лесных пожаров на 10 февраля.

Лесные пожары в австралийском штате Виктория в феврале 2009 года привели по крайней мере к 173 смертельным случаям и вызвали материальный ущерб, разрушив по крайней мере 750 домов, главным образом в Кинглейке и в его окрестностях. 50 человек считаются пропавшими без вести. Пожары унесли самое большое количество жизней за всю историю Австралии. Они начались во время исключительной жары, в субботу 7 февраля, день, когда в нескольких областях Австралии, включая столицу штата Мельбурн, была отмечена самая высокая температура за 150 лет, при этом средняя температура февраля 2009 года была даже несколько ниже нормы. Лесные пожары были описаны как самые сильные в Австралии, превосходя пожары в Чёрную пятницу в 1939 году, и пожары в Среду Пепла в 1983 году. Горные города Кинглейк и Мэрисвилль, на северо-восток от Мельбурна получили серьёзный урон от огня, Мэрисвилль разрушен больше чем на 80 %.